# Józef Słuszczak
Józef Słuszczak (ur. 19 marca 1938 w Poznaniu, zm. 11 listopada 1987) – polski polityk, poseł na Sejm PRL VIII kadencji.

## Życiorys
Posiadał wykształcenie średnie. Z zawodu elektromonter. Był brygadzistą w Lokomotywowni Polskich Kolei Państwowych w Poznaniu. W 1966 wstąpił do Polskiej Zjednoczonej Partii Robotniczej, gdzie zasiadał w egzekutywie Podstawowej Organizacji Partyjnej. Należał także do Towarzystwa Przyjaźni Polsko-Radzieckiej. W latach 1980–1985 pełnił mandat posła na Sejm PRL VIII kadencji w okręgu Poznań, zasiadał w Komisji Komunikacji i Łączności oraz w Komisji Przemysłu Lekkiego. Otrzymał Srebrny Krzyż Zasługi oraz „Odznakę „Za Zasługi w Rozwoju Województwa Poznańskiego”.
Pochowany 17 listopada 1987 na cmentarzu Junikowo w Poznaniu.